# Pripsleben
Pripsleben (pol. hist. Przybysław) – gmina w Niemczech, w kraju związkowym Meklemburgia-Pomorze Przednie, w powiecie Mecklenburgische Seenplatte, wchodząca w skład Związku Gmin Treptower Tollensewinkel.
Dzielnice:
- Barkow
- Miltitzwalde
- Neuwalde
- Pripsleben